# John Devoy
John Devoy (en irlandés Seán Ó Dubhuí, Kill, condado de Kildare, 3 de septiembre de 1842 – Nueva York, 29 de septiembre de 1928) fue un revolucionario feniano irlandés. En 1858 se unió a la Hermandad Republicana Irlandesa. En 1865 organizó la fuga de James Stephens de la prisión y en 1866 fue condenado a 15 años de prisión por intentar reclutar fenianos entre los soldados ingleses. A causa de los numerosos motines que organizó en diversas prisiones británicas, fue deportado en 1871.
En 1871 emigró a Estados Unidos, donde organizó el Clan na Gael, siendo también redactor del New York Herald. En 1875 organizó la fuga de seis fenianos de la prisión de Fremantle, en Australia Occidental, a bordo del buque Catalpa. En 1879 viajó a Irlanda, donde se encontró con Charles Kickham, John O'Leary y Michael Davitt, dando soporte desde 1880 a la campaña de la Guerra de la Tierra dirigida por Charles Stewart Parnell.
A pesar de su escepticismo, apoyó económicamente a los Voluntarios Irlandeses desde 1914, gracias a la petición de Patrick Pearse, así como a la visita a Alemania de Roger Casement. También financió el Alzamiento de Pascua de 1916, a pesar de tener muy poco protagonismo. En 1919 volvió a visitar Irlanda invitado por el Dáil Éireann y en 1921 se mostró a favor del Tratado Anglo-Irlandés. Murió en la pobreza en Nueva York.